# Purple Schulz

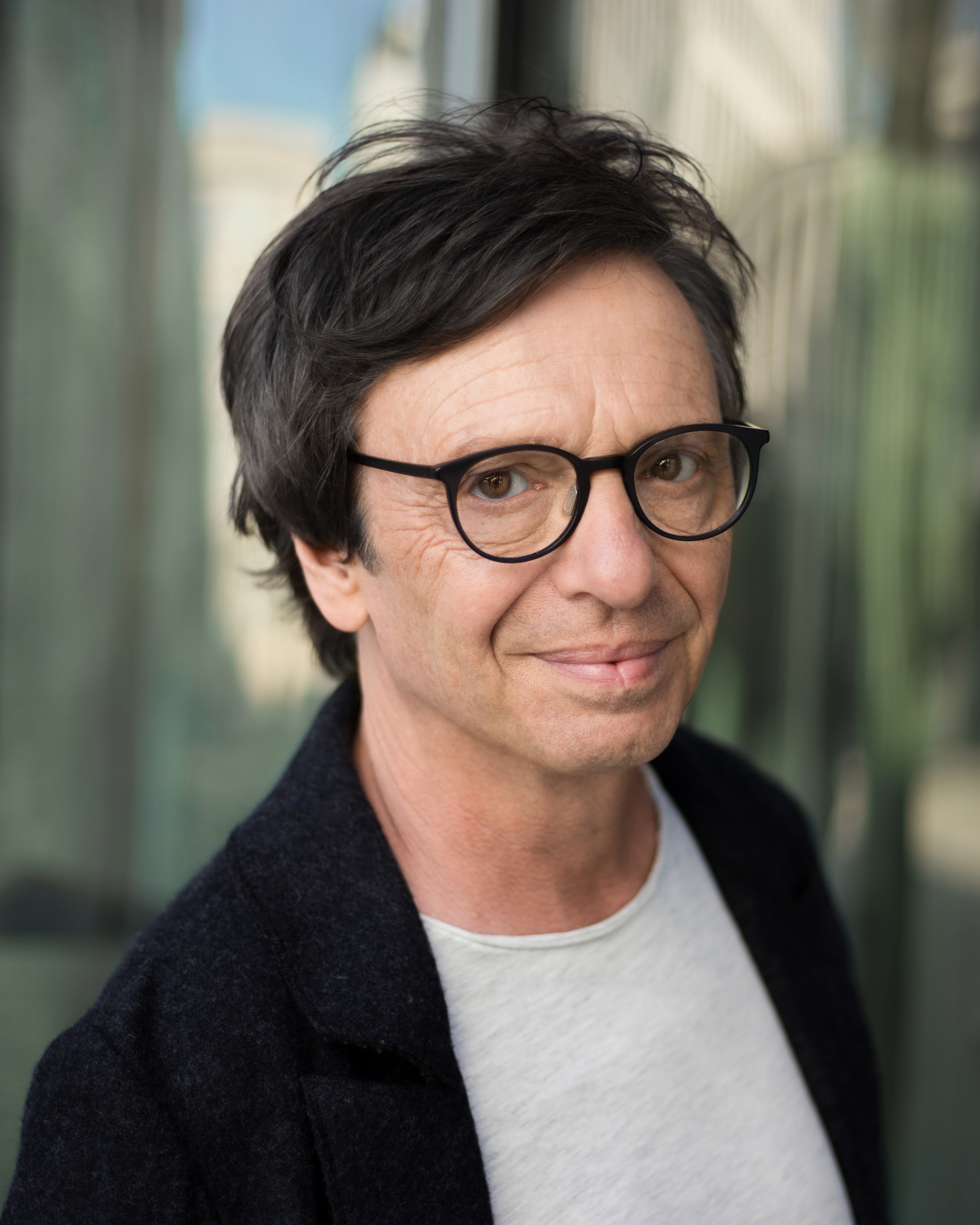
Purple Schulz (2018)

Purple Schulz (* 25. September 1956 als Rüdiger Schulz in Köln) ist ein deutscher Popsänger, Songschreiber, Multiinstrumentalist und Radiomoderator. Große Bekanntheit erlangte er in den 1980er und 1990er Jahren mit Titeln wie Sehnsucht, Verliebte Jungs und Kleine Seen.

## Leben
Schulz ist in Köln aufgewachsen. Seit den frühen 1990er Jahren lebt er mit seiner Frau im Bergheimer Stadtteil Glessen. Das Paar hat drei Kinder.

## Musikerlaufbahn
Seinen Spitznamen „Purple“ erhielt Schulz 1970 in Köln:

„Als 13-Jähriger habe ich viel Zeit in einem Kölner Orgelgeschäft verbracht. Dies war für mich der einzige Ort auf der Welt, wo ich auf richtigen Hammond-Orgeln spielen konnte … Jedenfalls nervte ich damals die Verkäufer, weil ich dort ständig ,Child in Time‘ von Deep Purple gedudelt habe. Ich bekam zwar kein Hausverbot, aber sie verpassten mir den Spitznamen ,Purple‘.“

### Musikalische Anfänge
Vom 8. Lebensjahr an erhielt er Klavier- und mit elf Jahren zusätzlich Orgelunterricht. Unter dem Einfluss von Uschi Nerkes Beatclub und seiner beiden älteren Brüder entwickelte sich sein Musikgeschmack. In den 1960ern waren es vor allem The Who, The Rolling Stones, Small Faces und The Beatles, die ihn faszinierten. Sein Bühnendebüt hatte er im März 1973 mit der Band D’accord, deren Stil geprägt war vom Prog-Rock der frühen Genesis, King Crimson, Yes und Gentle Giant.

### Gründung der BandPurple Schulz und die neue Heimat
1981, während der Neuen Deutschen Welle, gründeten der Sänger Wolf Maahn und der BAP-Gitarrist Klaus Heuser mit weiteren Musikern die Band Neue Heimat, um eine Coverversion des Heintje-Schlagers Ich bau dir ein Schloss zu veröffentlichen. Weil die Musiker trotz des Erfolgs der Single das Projekt nicht weiterführen wollten, wurde das anschließende Album von Purple Schulz (Gesang und Keyboards), Josef Piek (Gitarre), Dieter Hoff (Schlagzeug), Freddy Böhmer (Keyboards) und HaGü Schmitz (Bass) eingespielt. Nach den zwei zunächst nur mäßig erfolgreichen Alben Die Härte (1982) und Hautnah (1983) löste sich die Band auf.

### 1984 bis 1999: Der musikalische Durchbruch mitSehnsucht

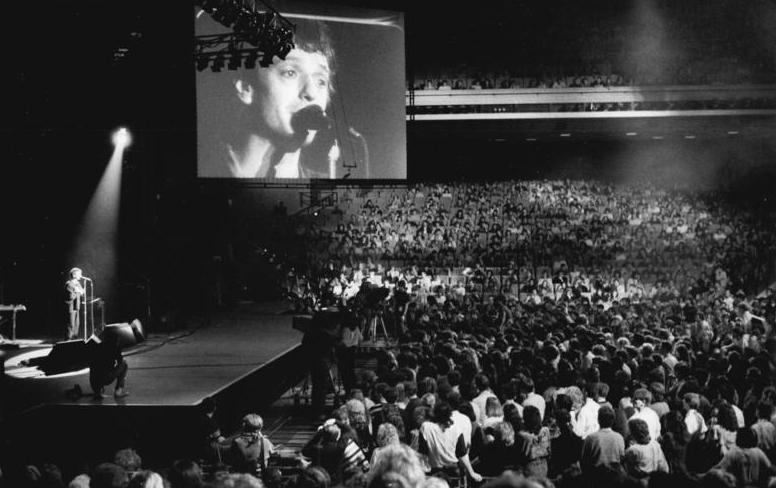
Auftritt im Palast der Republik im Januar 1989

In der Zwischenzeit hatte sich der spätere Manager der Band Manfred Schmidt für die Veröffentlichung des Titels Sehnsucht aus dem Album Hautnah starkgemacht. Schulz, Hoff und Piek hatten sich bereits in Purple Schulz und die neue Heimat umbenannt. Weil man Schulz auf der Albumversion schluchzen hörte und er diesen Gefühlsausbruch nicht bei Playbackauftritten im Fernsehen imitieren wollte, wurde der Song auf sein Drängen hin neu aufgenommen.
Sehnsucht erreichte im Frühjahr 1985 in Deutschland und der Schweiz Platz sechs sowie in Österreich Platz 20 der Charts und wurde als erfolgreichste deutschsprachige Single des Jahres 1985 mit der Goldenen Europa ausgezeichnet. In den deutschen Airplay-Charts belegte der Titel den vierten Platz und hielt sich fünf Wochen lang in den Top 10. Im Sog dieses Erfolgs erreichte das Album Hautnah, nun mit dem neuen Bandnamen auf dem Cover, Platz 20 der Charts. Im selben Jahr wurde mit Heartsick eine englische Version von Sehnsucht veröffentlicht. Zahlreiche Fernsehauftritte und Tourneen bis nach Italien schlossen sich an.
Ebenfalls 1985 erschien erstmals unter dem Namen Purple Schulz das Album Verliebte Jungs, aus dem die erfolgreichen Singles Nur mit dir, Kleine Seen und Verliebte Jungs ausgekoppelt wurden. Letzterer erreichte Platz eins der Airplay-Charts und hielt sich elf Wochen lang in den Top 10; das Album wurde mit einer goldenen Schallplatte ausgezeichnet.
1986 trat Purple Schulz neben den Toten Hosen, Rio Reiser, BAP, Herbert Grönemeyer auf dem größtem deutschen Festival Anti-WAAhnsinn gegen den Bau der Wiederaufbereitungsanlage Wackersdorf, auf.
Nach dem 1987 erschienenen Album Der Stand der Dinge verließ Dieter Hoff die Band. Eine englische Version des Titels Vier Schritte wurde als The Vision für den Soundtrack des Schimanski-Kinofilms Zabou aufgenommen. 1988 wurde das Album Tsvai veröffentlicht, 1990 folgte Purple Schulz. Dem Letzteren entsprang die Single Du hast mir gerade noch gefehlt, die den dritten Platz der Airplay-Charts belegte und sich elf Wochen lang in den Top 10 hielt.
1989 veröffentlichte Schulz die Single Was ist passiert, die auf dem Soundtrack zur Fernsehserie Die schnelle Gerdi landete.
1989 und 1990 war Purple Schulz im Rahmen der Rockpoeten-Tour in der DDR unterwegs und sang dort auch im Palast der Republik den Titel Sehnsucht mit der Textzeile Ich will raus, der im Osten Deutschlands oft als „Hymne der Ausreisewilligen“ bezeichnet wurde.
1992 wurde das Album HaHa veröffentlicht. Den Text der daraus veröffentlichten Single Bis ans Ende des Welt nahm die Redaktion der Zeitschrift Emma zum Anlass, Schulz als Pascha des Monats zu betiteln. 1993 erschien die Kompilation Die Singles 1984-1992. Das Album schaffte es auf Platz 17 der Charts, in denen es sich 19 Wochen lang hielt und mit einer goldenen Schallplatte ausgezeichnet wurde. 1994 erschienen aus dem Album Spass beiseite? die Singles Du hast alles gesehen, Noch ein Tag noch ein Jahr, sowie Wenn du runterfälltst.
Bis Anfang des neuen Jahrtausends spielte Purple Schulz zum überwiegenden Teil in den neuen Bundesländern. Im Frühjahr 1999 veröffentlichte er gemeinsam mit Kami, die zuvor aus der Hip-Hop-Band Basis ausgestiegen war, eine neue Version von Sehnsucht unter dem Titel Ich will raus (Sehnsucht) ’99. Diese Neuauflage schaffte den Sprung auf Platz 15 in die Charts und machte Schulz durch Veröffentlichungen auf zahlreichen Samplern wie Bravo Hits und The Dome sowie Auftritten in Sendungen wie Top of the Pops auch wieder einem jüngeren Publikum bekannt. Bald darauf folgte die Kompilation Sehnsucht - die Balladen 1984-1999. Im Winter 1999 teilten sich Purple Schulz und Josef Piek mit Status Quo, Zucchero und weiteren Musikern bei der Night of the Proms die Bühne. Im selben Jahr war Schulz mit seiner Band in einer Folge der Sat.1-Fernsehserie SK Kölsch zu sehen.

### 2000 bis 2009: Duo-Konzerte und Begegnungen
Ab 2001 traten Schulz und Piek häufiger als Duo auf. Im Oktober feierte das Musical Die Biene Maja Premiere, für das Schulz einen Großteil der Musik komponierte. 2003 erschien mit Programmänderung das erste Livealbum, mit dem das Duo eine 50 Konzerte umfassende Tour spielte. Den Titelsong des Albums hatten Schulz und Piek bereits 1996 komponiert, anlässlich einer Fernsehsendung zum 25-jährigen Geburtstag der Sendung mit der Maus.
Im Sommer 2004 organisierten Piek und Schulz eine eigene Kleinkunstreihe im Kölner Theater im Bauturm. Gäste waren Pe Werner, Stoppok, Manfred Maurenbrecher, Ulla Meinecke, Jess Jochimsen, Die Halbe Wahrheit und Tommy Engel. 2006 entschloss man sich, die Reihe wieder aufzunehmen, diesmal mit Gästen wie den Bläck Fööss, Wise Guys, dem Kölner Stimmenimitator und Talentproben-Moderator Linus und Heinz Rudolf Kunze. Aus der Begegnung mit Kunze entstand ein Quartett, das als Gemeinsame Sache von 2007 bis 2010 etwa 150 Shows spielte. Wolfgang Stute und Josef Piek ergänzten die beiden Sänger an Cajón und Gitarre. Die vier Musiker entwickelten ein Programm aus Hits und teils vergessenen Songs und boten komödiantische Einlagen und Parodien. 2005 wirkten Schulz und Piek bei der Kölner Stunksitzung mit und verstärkten deren Hausband Köbes Underground. Einmal im Jahr unterstützten sie danach das Ensemble von Stunk unplugged auf dessen Tournee. 2007 war Purple Schulz zu Gast bei Pur & Friends – Live auf Schalke und sang gemeinsam mit Hartmut Engler die Songs Verliebte Jungs, Sehnsucht und Freunde in der Veltins-Arena. 2008 nahm er mit seinem Sohn Ben Schulz die Single Wir haben alle was zu sagen auf. Der Song wurde beim Tag der Begegnung in Xanten gemeinsam mit seinem Sohn, einhundert Kindern eines Gehörlosenchores sowie einem Kinder- und Jugendchor vor 28.000 Besuchern uraufgeführt.

### 2010 bis 2018: Erstes Soloalbum, Buchveröffentlichung und Tourneen
2011 trat Schulz gemeinsam mit Tommy Engel in dessen Show Weihnachtsengel auf. Im November 2011 beendeten Piek und Schulz ihre musikalische Zusammenarbeit. Im Oktober 2012 veröffentlichte Purple Schulz nach 15 Jahren sein erstes Studioalbum So und nicht anders, bei dem er erstmals auch als Produzent fungierte. Die Texte dazu schrieb er überwiegend zusammen mit seiner Frau.

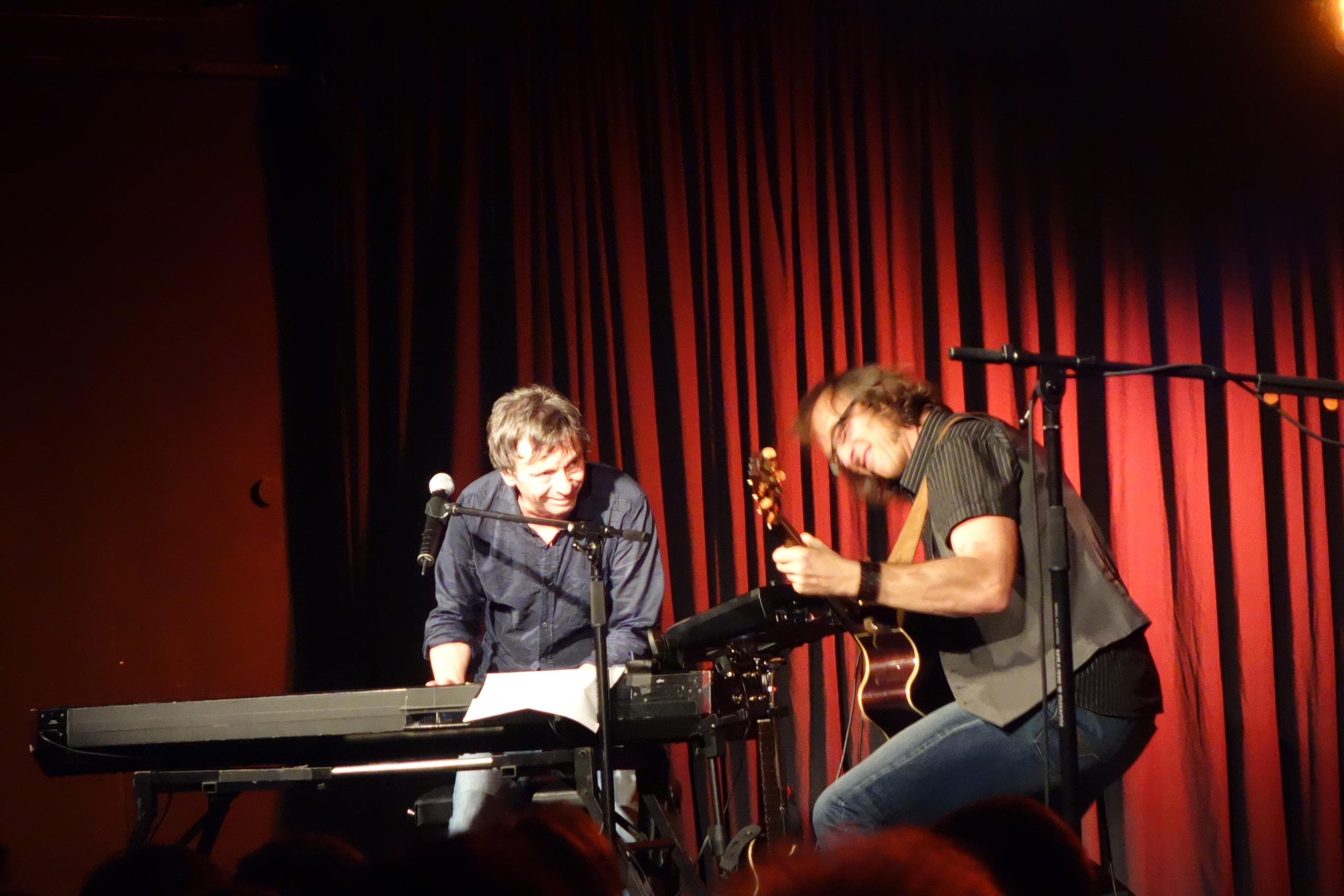
Purple Schulz und Schrader 2014

Von 2012 bis zum Sommer 2015 stand Purple Schulz mit dem Gitarristen Schrader auf der Bühne, der zuvor in der Gruppe von Guildo Horn gespielt hatte. Im November 2013 erschienen das Livealbum und die DVD So ist das live!. Im Dezember 2013 war Purple Schulz neben Gaby Köster zu Gast in den Weihnachtsshows von Brings in der Lanxess Arena in Köln. 2014 und 2015 war er auf einer 140 Konzerte umfassenden Tour in Deutschland unterwegs. Schulz spielt auch an ungewöhnlichen Spielorten wie, bspw. zum Tourauftakt in einer psychiatrischen Einrichtung, auf dem Friedhof seines verstorbenen Freundes Fritz Roth, oder in einem Bergwerk, 500 Meter unter der Erde.
Neben seinen Konzerten engagiert sich Purple Schulz zunehmend bei den Themen Demenz und Alzheimer, unter anderem mit einem Video zu seinem Song Fragezeichen auf YouTube. Dort schlüpfte Schulz in die Rolle eines an Demenz Erkrankten. Das Video dient zum Einstieg bei Kongressen zum Thema Alzheimer und wird auch bei der Ausbildung von Pflegekräften eingesetzt. Seit 2015 spielte Purple Schulz mit dem Violinisten und Gitarristen Markus Wienstroer, der vorher u. a. mit Westernhagen auf der Bühne gestanden hatte.
Im November 2015 erschien Schulz’ erstes Buch Sehnsucht bleibt, eine Reise durch vier Jahrzehnte künstlerischen Schaffens und die deutsch-deutsche Geschichte. 2016 war er mit dem Programm Der kleine mit dem Unterschied mit über 50 Konzerten auf Tour, gab vereinzelt Konzertlesungen, trat mit dem Soloprogramm Einzig nicht artig auf und wurde vom World Parliament of Clowns mit dem „Clown d’honneur“ ausgezeichnet. Am Neujahrstag 2017 trat Purple Schulz beim Warnemünder Turmleuchten unter dem Motto Sehnsucht vor 80.000 Menschen auf. Im März 2017 erschien sein 14. Album mit dem Titel Der Sing des Lebens, das zu seinen politischsten Werken gezählt werden kann. So thematisiert das Video zu seinem Song Das ist die Zeit! den Anschlag vom 19. Dezember 2016 auf dem Berliner Breitscheidplatz. Im Juli trat er gemeinsam mit Kollegen wie Konstantin Wecker, Sebastian Krumbiegel und Helen Schneider beim zweitägigen Liedermacherfestival Lieder auf Banz auf. Im August teilte er sich mit Bands wie Brings, Höhner und Kasalla bei der Kundgebung zum 25-jährigen Jubiläum der Initiative Arsch huh beim Gamescom-Festival die Bühne. Im gleichen Jahr wurde er Mitglied im Kuratorium der Deutschen Alzheimer Stiftung. Seit Mai 2017 moderiert er einmal im Monat die Radiosendung Songpoeten auf WDR 4. Neben den Tourkonzerten steht Schulz auch seit 2017 mit der Multimedia- und Lasershow-Sonderkonzertreihe Lichtblicke auf der Bühne. Diese Konzerte finden in ausgewählten Theatern, Kinos und Kirchen statt. Die über 100 Konzerte umfassende Der Sing des Lebens Tour lief von März 2017 bis November 2018.

### Seit 2019: Jubiläum von Sehnsucht
Im März 2019 veröffentlichte Purple Schulz zum 35-jährigen Jubiläum von Sehnsucht das Album Nach wie vor. Darauf finden sich neu arrangierte Versionen älterer Songs sowie eine Coverversion von Bis ans Ende meiner Lieder als Hommage an Udo Jürgens und die beiden neuen Stücke Ich seh was du siehst und Wohin willst du gehen. Die 50 Konzerte umfassende Nach wie vor Tour startete im März 2019 und sollte mit weiteren Konzerten 2020 fortgesetzt werden. Daneben war er auch weiterhin solo und mit Konzertlesungen unterwegs. Im April 2019 trat Purple Schulz mit einer neuen Version von Verliebte Jungs in der Jubiläumssendung 50 Jahre ZDF-Hitparade auf. Im selben Monat sendete der WDR 4 „Songpoeten Live : Das Talk-Konzert“, in dem Schulz und sein Gast Gregor Meyle jeweils ihren persönlichen Lieblings-Songpoeten vorstellten. Im Oktober veröffentlichte er unter dem Motto 35 Jahre Sehnsucht das erste offizielle Musikvideo zu Sehnsucht. 2020 setzte Purple Schulz sich im Zuge der Corona-Pandemie in einem offenen Brief sowie als Unterzeichner der Aktion #AirplayForArtist für vermehrte Radioeinsätze freischaffender Musiker ein und spielte in seinen Sendungen ausschließlich Lieder deutscher Independent-Künstler. Als mehrere Tourtermine coronabedingt ausfielen, gab er Streaming-Konzerte, u. a. in den Kölner Riverside-Studios. Im Dezember 2020 spielte er ein Konzert, bei dem sämtliche Gewerke über Kontinente hinweg vernetzt arbeiteten. Zuschauer gab es im Studio nur virtuell. Um die Bühne herum wurden Tablets in Sitzplatzperspektive aufgestellt, um Interaktion zwischen Publikum und Künstlern zu ermöglichen.
In den Jahren 2021 und 2022 veröffentlichte Schulz während der coronabedingten Auftrittsverbote drei Hörbuchproduktionen mit Märchen der Brüder Grimm und Hans Christian Andersen sowie Gedichten von Wilhelm Busch. Gemeinsam mit der Sängerin und Schauspielerin Isabell Classen entstanden zudem zwei Produktionen mit Kinder- und Weihnachtsliedern, die ausschließlich über Streamingdienste verfügbar sind.
Im März 2024 startete er mit der Singer-Songwriterin und Multiinstrumentalistin Jördis Tielsch die Konzertreihe Sehnsucht bleibt, die in zahlreichen Städten ausverkauft war. Tielsch begleitete ihn dabei gesanglich sowie an Violine, Gitarre, Akkordeon und Klavier.
Ebenfalls im März erschien ein Dance-Remix des Titels Sehnsucht in Zusammenarbeit mit der in London lebenden Sängerin Au/Ra sowie dem Produzenten Torsten Stenzel. Die neue Version platzierte sich mehrere Wochen in den Top-Ten der deutschen DJ-Charts.
Im August 2024 trat Schulz im Rahmen der Jubiläumsshow 33 Jahre Fools Garden gemeinsam mit der SWR Big Band in Pforzheim auf.
Am 26. September 2024 wurde ein Konzert in der Kölner Kulturkirche mitgeschnitten. Die Live-Aufnahmen erschienen zum Start der nächsten Tour am 7. März 2025 als Doppelalbum unter dem Titel Sehnsucht bleibt Live auf dem neu gegründeten Label „Schulzongs“.
Seit 2020 spielt Schulz eine 24-saitige Harpejji, ein seltenes Saiteninstrument, das durch Tippen auf die Saiten gespielt wird. Er war in Deutschland der einzige Künstler, der dieses Instrument auf der Bühne einsetzte und dabei sang.

## Diskografie

### Studioalben
| Jahr | Titel               | Höchstplatzierung, Gesamtwochen, AuszeichnungChartsChartplatzierungen (Jahr, Titel, Platzierungen, Wochen, Auszeichnungen, Anmerkungen) | Anmerkungen                                                      |
| Jahr | Titel               | DE | Anmerkungen                                                      |
| ---- | ------------------- | --- | ---------------------------------------------------------------- |
| 1985 | Hautnah             | DE20 (11 Wo.)DE | Erstveröffentlichung: 1983 als Purple Schulz und die Neue Heimat |
| 1985 | Verliebte Jungs     | DE26 Gold · (34 Wo.)DE | Erstveröffentlichung: 26. November 1985                          |
| 1987 | Der Stand der Dinge | DE57 (4 Wo.)DE | Erstveröffentlichung: 1987                                       |
| 1988 | ’tsvai              | DE42 (4 Wo.)DE | Erstveröffentlichung: 1988                                       |
| 1990 | Purple Schulz       | DE46 (8 Wo.)DE | Erstveröffentlichung: 1990                                       |
| 1992 | Haha                | DE35 (10 Wo.)DE | Erstveröffentlichung: 13. August 1992                            |
| 1994 | Spass beiseite?     | DE43 (8 Wo.)DE | Erstveröffentlichung: 18. August 1994                            |
| 1997 | Pop                 | — | Erstveröffentlichung: 1997                                       |
| 2012 | So und nicht anders | — | Erstveröffentlichung: 26. Oktober 2012                           |
| 2017 | Der Sinn des Lebens | DE72 (1 Wo.)DE | Erstveröffentlichung: 10. März 2017                              |
| 2019 | Nach wie vor        | — | Erstveröffentlichung: 8. März 2019                               |

### Livealben
- 1990: Live Vol. 1 (mit Leo Löhr's Original Oldie Quartett)
- 2003: Programmänderung
- 2013: So ist das Live!
- 2017: Der Kleine mit dem Unterschied – Live 2016 (als Bonus-Album bei „Der Sing des Lebens – Deluxe-Edition“)
- 2025: Sehnsucht bleibt Live (Live-Doppelalbum)

### Kompilationen
| Jahr | Titel                              | Höchstplatzierung, Gesamtwochen, AuszeichnungChartsChartplatzierungen (Jahr, Titel, Platzierungen, Wochen, Auszeichnungen, Anmerkungen) | Anmerkungen                         |
| Jahr | Titel                              | DE | Anmerkungen                         |
| ---- | ---------------------------------- | --- | ----------------------------------- |
| 1992 | Singles 1984–1992                  | DE17 Gold · (19 Wo.)DE | Erstveröffentlichung: 1992          |
| 1999 | Sehnsucht – Die Balladen 1984–1999 | DE39 (7 Wo.)DE | Erstveröffentlichung: 9. April 1999 |

Weitere Kompilationen
- 2018: Lebenszeichen

### Singles
| Jahr | Titel Album                                                      | Höchstplatzierung, Gesamtwochen, AuszeichnungChartplatzierungen (Jahr, Titel, Album, Platzierungen, Wochen, Auszeichnungen, Anmerkungen) | Höchstplatzierung, Gesamtwochen, AuszeichnungChartplatzierungen (Jahr, Titel, Album, Platzierungen, Wochen, Auszeichnungen, Anmerkungen) | Höchstplatzierung, Gesamtwochen, AuszeichnungChartplatzierungen (Jahr, Titel, Album, Platzierungen, Wochen, Auszeichnungen, Anmerkungen) | Anmerkungen                                                      |
| Jahr | Titel Album                                                      | DE | AT | CH | Anmerkungen                                                      |
| ---- | ---------------------------------------------------------------- | --- | --- | --- | ---------------------------------------------------------------- |
| 1984 | Sehnsucht Hautnah                                                | DE6 (23 Wo.)DE | AT20 (8 Wo.)AT | CH6 (9 Wo.)CH | Erstveröffentlichung: 1984 als Purple Schulz und die Neue Heimat |
| 1985 | Nur mit dir Verliebte Jungs                                      | DE51 (11 Wo.)DE | — | — | Erstveröffentlichung: 1985                                       |
| 1985 | Verliebte Jungs                                                  | DE15 (15 Wo.)DE | — | — | Erstveröffentlichung: 1985                                       |
| 1985 | Kleine Seen Verliebte Jungs                                      | DE25 (14 Wo.)DE | — | — | Erstveröffentlichung: 1985                                       |
| 1987 | (Viel zu wenig) Zeit Der Stand der Dinge                         | DE55 (6 Wo.)DE | — | — | Erstveröffentlichung: 1987                                       |
| 1990 | Du hast mir gerade noch gefehlt Purple Schulz                    | DE33 (18 Wo.)DE | — | — | Erstveröffentlichung: 1990                                       |
| 1992 | Bis ans Ende der Welt Haha                                       | DE58 (12 Wo.)DE | — | — | Erstveröffentlichung: 1992                                       |
| 1994 | Wenn du runterfällst Spass beiseite?                             | DE66 (9 Wo.)DE | — | — | Erstveröffentlichung: 1994                                       |
| 1999 | Ich will raus (Sehnsucht) ’99 Sehnsucht – Die Balladen 1984–1999 | DE15 (16 Wo.)DE | AT40 (2 Wo.)AT | CH33 (5 Wo.)CH | Erstveröffentlichung: 22. Februar 1999 mit Kami                  |

Weitere Singles
- 1985: Heartsick
- 1985: Halt mich fest
- 1987: Es tut weh
- 1987: Manchmal hilft nur eins
- 1988: Nie genug
- 1988: Herz voller Gold
- 1988: Kleine Welt
- 1989: Was ist passiert / Sorbas und Gerdi
- 1990: Schöne Leute
- 1991: Sehnsucht ’91
- 1992: Blindenhund
- 1993: Weitergehen
- 1994: Du hast alles gesehen
- 1995: Noch ein Tag, noch ein Jahr
- 1996: Eins trinken wir noch
- 1996: Ein gutes Gefühl
- 1997: Über 30
- 2008: Wir haben alle was zu sagen
- 2012: Ich hab Feuer gemacht
- 2012: Fragezeichen
- 2017: Das ist die Zeit
- 2019: Sehnsucht

### Gastbeiträge
- 1992: Album Die Rühmann Revue, Heinz Rühmann-Tributealbum – La Le Lu und Was sind wir Männer doch für’n lustiger Verein gemeinsam mit u. a. Wolfgang Niedecken, Achim Reichel und Stefan Waggershausen
- 1999: Album: The Night of the Proms 1999, Mit dem Rücken an der Wand
- 2001: Album: Die Biene Maja - Original-Lieder aus dem Musical, Die Biene Maja, Das Leben ist doch wunderbar, Schön wie die Libelle sein, Die Nacht
- 2002: Album With a Little Help from my Friends, Beatles-Tributealbum, Rain.
- 2010: Album Maurenbrecher für alle, Maurenbrecher-Tributealbum, Avignon
- 2012: Album Ich bin, Heinz Rudolf Kunze, Duett-Version Längere Tage.[65]